# Onychogalea
Onychogalea (česky klokan, toto jméno se však používá pro více rodů) je rod vačnatců z čeledi klokanovití (Macropodidae).

## Systematika
Za popisnou autoritu rodu Onychogalea je pokládán britský přírodovědec John Edward Gray (1841). Jsou známy celkem tři recentní druhy:
- Onychogalea fraenata (Gould, 1841) – klokan uzdičkový, původní areál výskytu zahrnoval vnitrozemí východního Queenslandu, Nového Jižního Walesu a severní Victorie;
- † Onychogalea lunata (Gould, 1841) – klokan měsíčitopásý, původní areál výskytu zahrnoval středovýchod a jih Západní Austrálie, jižní regiony Severního teritora, Jižní Austrálii a jihozápadní Nový Jižní Wales;
- Onychogalea unguifera (Gould, 1841) – klokan hrotochvostý, areál výskytu sahá od severu Západní Austrálie po severovýchodní Queensland.

Fylogenetická studie z roku 2019 klade původ korunové skupiny rodu Onychogalea na přelom miocénu a pliocénu před asi 6,2–4,6 miliony lety. Tato doba se překrývá s odhadovanou dobou diverzifikace dalších pasoucích se klokanů, což nasvědčuje hypotéze, že během příslušného období začala v Austrálii vznikat otevřená travnatá stanoviště.

## Popis

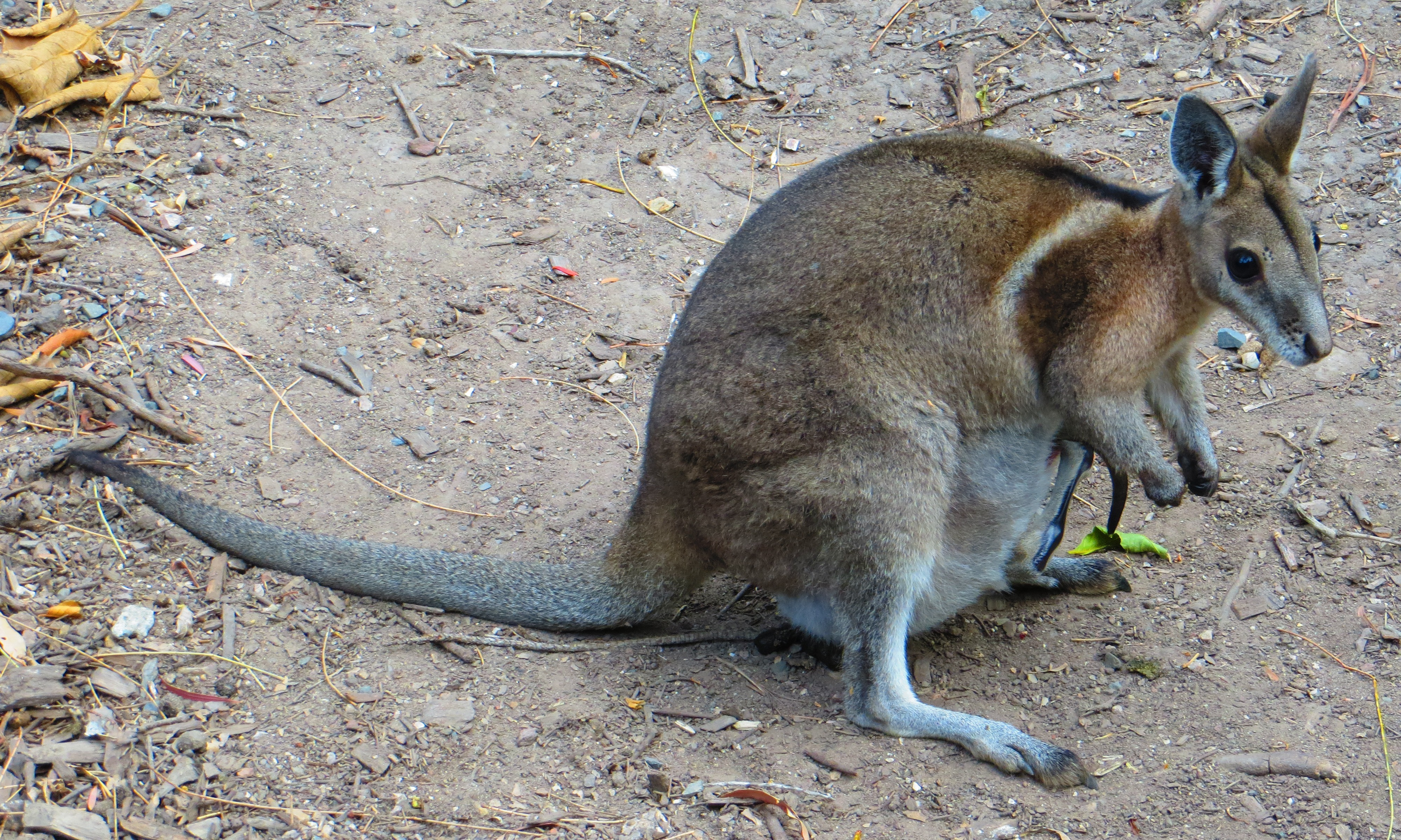
Klokan uzdičkový

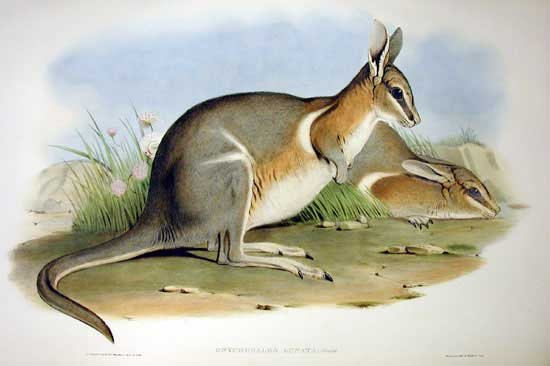
Klokan měsíčitopásý

Délka hlavy a těla činí v případě klokana uzdičkového 450–700 mm, délka ocasu 380–540 mm a celková hmotnost 4–8 kg. Typickým znakem klokanů rodu Onychogalea je kuželovitý ocas, jenž je na konci vybaven neobvyklým zrohovatělým výrůstkem, jehož funkce zůstává sporná. Pozoruhodné je rovněž postavení paží, které svírají téměř pravý úhel. Srst na těle je měkká a hustá, pro všechny tři druhy je typické bílé zbarvení spodních partií a bílé pruhy na bocích. Samice mají čtyři mléčné bradavky a dobře vyvinutý vak.
Jde o klokany lesů, savan či křovinatých oblastí. Přes den se většinou skrývají ve vegetaci a se západem slunce se začínají krmit na otevřených prostranstvích. V případě vyrušení tato plachá zvířata prchají pomocí rychlých skoků. V případě klokana uzdičkového dosahují samice pohlavní dospělosti v devíti měsících věku. K rozmnožování může docházet celoročně, přičemž doba březosti činí 23–26 dní a mládě se asi 119–126 dní vyvíjí v matčině vaku. Klokani uzdičkoví bývají solitéry, byť se někdy mohou krmit v menších skupinkách.

## Ohrožení
Zatímco klokan hrotochvostý je pokládán za málo dotčený druh, zbylé dva druhy byly výrazně poznamenány vlivem introdukovaných predátorů, zvláště koček a lišek, a zároveň i zásahy do přirozených stanovišť. Klokan uzdičkový je svým výskytem omezen na oblast dnešního Národního parku Taunton a několik druhotně reintrodukovaných populací. Klokana měsíčitopásého pokládá Mezinárodní svaz ochrany přírody za vyhynulý druh, s posledními věrohodnými záznamy o existenci ze 40. let 20. století. Na úbytek jeho populací mohla mít vyjma výše uvedených faktorů dominantní vliv rovněž některá epizootie.